# Російсько-турецька війна (1828—1829)
Росі́йсько-туре́цька війна́ 1828—1829 років (також Російсько-османська війна 1828-1829 років) — війна між Російською і Османською імперіями за вплив на Балканах і Кавказі. Викликана боротьбою європейських держав за розділ володінь Османської імперії, яка переживала гостру внутрішню кризу, що посилилась у зв'язку з Грецькою національно-визвольною революцією 1821—1829 років. Завершилася перемогою Росії й укладанням Адріанопольського договору.

## Передумови
Уряди Великої Британії та Королівства Франція, побоюючись посилення впливу на Балканах Російської імперії, до якої греки звернулися по допомогу, виступили у 1827 р. разом із нею на підтримку повсталих греків, але після перемоги союзного флоту у Наваринській битві 1827 протиріччя між союзниками посилилися.

## Перебіг

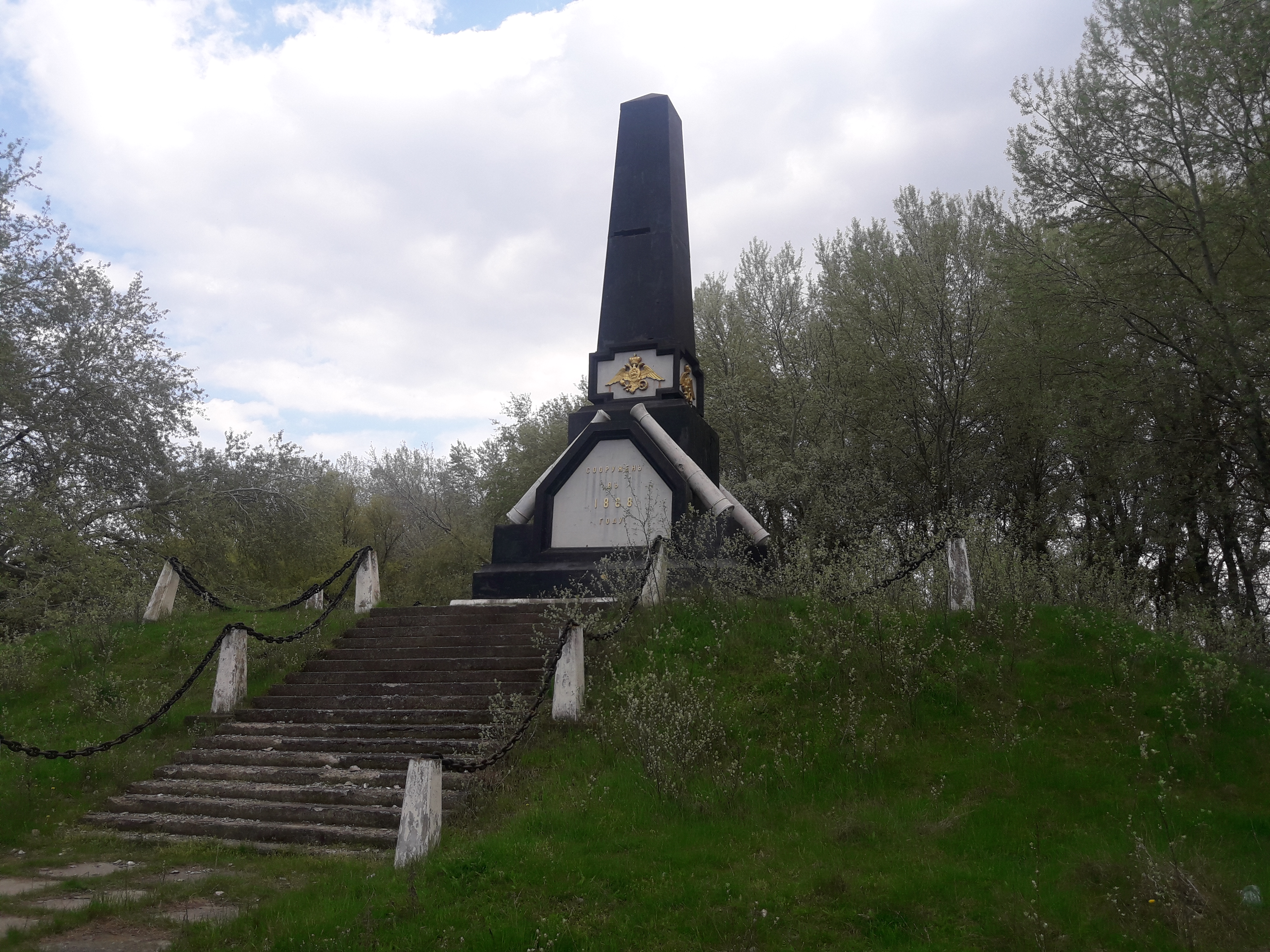
Пам'ятник на місці переходу російських військ через Дунай, село Новосільське, тепер Ізмаїльський район

8 (20 жовтня) 1827 року султан оголосив про відмову від Аккерманської конвенції 1826 року й закликав до «священної війни» проти Російської імперії. 14 (26 квітня) 1828 вона оголосила війну Османській імперії. На Дунай була спрямована 95-тисячна армія фельдмаршала П. Х. Вітгенштейна із завданням зайняти Молдовське князівство, Валахію, Добруджу і захопити Шумлу і Варну. Їй протистояла 150-тисячна османська армія Хусейн-паші. На Кавказі 25-тисячний корпус генерала І. Ф. Паскевича повинен був зайняти Карський та Ахалциський пашалики.
У квітні — травні російські війська захопили Дунайські князівства, а 27 травня (8 червня) форсували Дунай у Ісакчі, після чого Вітгенштейн розпорошив свої сили для блокади багатьох фортець. Головні сили безуспішно облягали Шумлу, а потім перенесли свої зусилля проти Варни, яка була взята 29 вересня (11 жовтня). Цей незначний успіх коштував величезних втрат. На Кавказі були зайняті Анапа, Каре, Ардаган, Ахалцих, Поті та Баязет.
У 1829 році Вітгенштейн був замінений генералом І. І. Дибичем, а Хусейн-паша — Решид-пашою. У травні російські війська облягли Сілістрію, а 30 травня (11 червня) Дибич розбив 40-тисячну армію Решид-паші поблизу Кулевчого. У червні Сілістрія капітулювала, і на початку липня 35-тисячна російська армія рушила за Балкани.
На Кавказі російські війська 27 червня (9 липня) захопили Ерзурум і підійшли до Трапезунда.
Попри наявність у тилу російських військ значних сил османської армії, армія Дибича, що скоротилася головним чином внаслідок хвороб до 17 тис. вояків, перейшла Балкани і готувалася до штурму Адріанополя, деморалізований гарнізон якого капітулював 8 (20 серпня).

## Підсумки
Вихід російських військ на підступі до Константинополя викликав паніку османського уряду, який 2 (14 вересня) уклав Адріанопольський договір, за яким до Російської імперії відійшло Кавказьке узбережжя Чорного моря (до району на північ від Батумі) і район Ахалциха. Греція здобула незалежність, а Сербія, Молдовське князівство та Волощина — автономію.

### Довідники
- Петренко Є. Д. Російсько-турецька війна 1828—1829 [Архівовано 3 грудня 2016 у Wayback Machine.] // Енциклопедія історії України : у 10 т. / редкол.: В. А. Смолій (голова) та ін. ; Інститут історії України НАН України. — К. : Наукова думка, 2012. — Т. 9 : Прил — С. — С. 307. — ISBN 978-966-00-1290-5.
- Велика радянська енциклопедія [Архівовано 25 квітня 2014 у Wayback Machine.].